# Galaxy 11
O Galaxy 11 (G-11) é um satélite de comunicação geoestacionário construído pela Boeing (Hughes) que está localizado na posição orbital de 45 graus de longitude leste e foi operado inicialmente pela PanAmSat e atualmente pela Intelsat. O satélite foi baseado na plataforma BSS-702 e sua expectativa de vida útil era de 15 anos.

## História
O Galaxy 11 foi construído para a PanAmSat. Mas o satélite foi transferido para a Intelsat quando se fundiu com a PanAmSat em 2006.
O Galaxy 11 já esteve localizado em várias posições orbitais: em 22 de dezembro de 1999, ele foi colocado a 78,5 graus de longitude oeste, onde permaneceu até fevereiro de 2000, quando foi movido para 99 graus oeste, em março, para substituir o satélite Galaxy 6, ele permaneceu nessa posição orbital até junho de 2000. Em julho de 2000, o satélite foi transferido para 91 graus oeste, localidade esta na qual o Galaxy 11 passou a maior parte de sua vida operacional e, era usado para prestar serviços de comunicações para o Brasil e América do Norte até agosto de 2008. Entre setembro e outubro 2008, ele encontrava-se a 93 graus oeste, sendo movido, em novembro daquele ano, para 32,8 graus leste para servir como um backup para o satélite Intelsat 802, onde fiou até junho de 2011. De agosto de 2011 a novembro de 2015, o satélite operou na posição orbital de 55,5 graus oeste, juntamente com o Intelsat 805. Em abril de 2016, o satélite foi transferido mais uma vez, agora para 60,1 graus de longitude leste, onde ele permaneceu até setembro do mesmo ano. O Galaxy 11 foi colocado na sua atual localização (44,9° E) em outubro de 2016.

## Lançamento
O satélite foi lançado com sucesso ao espaço no dia 21 de janeiro de 1999 às 00:50 UTC, por meio de um veículo Ariane-44L H10-3 a partir do Centro Espacial de Kourou, na Guiana Francesa. Ele tinha uma massa de lançamento de 4.477 kg.

## Capacidade e cobertura
O Galaxy 11 está equipado com 24 transponders em banda C e 40 em banda Ku para prestar serviços de telecomunicações para a região sul da África e ilhas localizadas no oceano Índico ao longo da cosa leste desse continente.